# Municipio San José de Gracia
Koordinaten: 22° 10′ N, 102° 30′ W
San José de Gracia ist der Name eines der elf Municipios des mexikanischen Bundesstaats Aguascalientes. Verwaltungssitz und größter Ort des Municipios ist das gleichnamige San José de Gracia. Das Municipio hat 8443 Einwohner (2010) und bedeckt eine Fläche von 868,9 km². Es ist damit das nach Fläche drittgrößte des Bundesstaates und zugleich das mit der geringsten Bevölkerung.

## Geographie
Das Municipio San José de Gracia liegt im Nordwesten des Bundesstaats Aguascalientes auf einer Höhe zwischen 1900 m und 3100 m. Es zählt zur Gänze zur physiographischen Provinz der Sierra Madre Occidental. Das Municipio liegt im Einzugsgebiet des Río Lerma und entwässert damit in den Pazifik. Die Geologie des Municipios wird von rhyolithischen Tuffen dominiert (95,8 %);  Bodentyp von 37,4 % des Municipios ist der Leptosol bei 15,8 % Planosol, 14,5 % Phaeozem, 13,1 % Luvisol und 10,4 % Cambisol. Knapp die Hälfte der Gemeindefläche ist bewaldet, gut 30 % dienen als Weideland, etwa 10 % dem Ackerbau.
Das Municipio San José de Gracia grenzt an die Municipios Rincón de Romos, Pabellón de Arteaga, Jesús María und Calvillo sowie im Norden und Westen an den Bundesstaat Zacatecas.

## Bevölkerung
Beim Zensus 2020 wurden im Municipio 9552 Menschen in knapp 2000 Wohneinheiten gezählt. Davon wurden 38 Personen als Sprecher einer indigenen Sprache registriert, darunter 13 Sprecher des Huichol. Etwa 3,4 % der Bevölkerung waren Analphabeten. 2863 Einwohner wurden als Erwerbspersonen registriert, wovon ca. 72 % Männer bzw. knapp 15 % arbeitslos waren. Gut 7 % der Bevölkerung lebten in extremer Armut.

## Orte
Das Municipio San José de Gracia umfasst ca. 30 bewohnte localidades, von denen lediglich der Hauptort vom INEGI als urban klassifiziert ist. Neun Orte wiesen beim Zensus 2010 eine Einwohnerzahl von über 100 auf:
| Ort                               | Einwohner |
| San José de Gracia                | 4927      |
| San Antonio de los Ríos           | 1043      |
| Paredes                           | 1017      |
| La Congoja                        | 0435      |
| Rancho Viejo                      | 0231      |
| Santa Elena de la Cruz (Capadero) | 0130      |
| El Tecongo                        | 0116      |
| Boca del Túnel de Potrerillo      | 0110      |
| Potrero de los López              | 0105      |